# WikiHow
wikiHow ist eine Website für Tutorials und Howtos nach dem Wiki-Prinzip. Das Projekt wurde am 15. Januar 2005 von Jack Herrick gegründet. Ziel von wikiHow ist es, die „hilfreichsten Anleitungen der Welt zu erstellen, damit jede Person lernen kann, wie man alles macht.“

## Geschichte
wikiHow wurde am 15. Januar 2005 von Jack Herrick mit dem Ziel gegründet, eine umfangreiche Datenbank für ausführliche Anleitungen (Howtos) in verschiedenen Sprachen zu jedem nur erdenklichen Thema zu erstellen. Beeindruckt von den Erfolgen der Wikipedia, dass es durchaus möglich ist, eine umfangreiche Enzyklopädie nach dem Wiki-Prinzip aufzubauen, die durch eine Online-Community von begeisterten Freiwilligen betrieben wird, sah Jack Herrick die Möglichkeit, dieses Wiki-Prinzip ebenfalls zur Erstellung von Tutorials zu nutzen. Um Wikipedia zu ehren, wurde als Gründungsdatum der 15. Januar 2005 ausgewählt, da die Wikipedia genau vier Jahre zuvor, am 15. Januar 2001, gegründet wurde.
Die Inhalte von wikiHow sind mittlerweile in 17 verschiedenen Sprachen abrufbar. Die englische Sprachversion von wikiHow ist mit mehr als 190.000 Artikeln die größte (Stand: September 2017). Bereits fünf Monate nach der Gründung, am 15. Juni 2005, erreichte wikiHow die ersten 1.000 Artikel. 10.000 Artikel wurden in der englischen wikiHow am 7. August 2006 erreicht und am 11. März 2011 waren es bereits 100.000 Artikel.
Im Dezember 2009 erreichte die Website erstmals eine monatliche Besucherzahl von mehr als 20 Millionen Nutzern. Zusätzlich wurde die Web-Oberfläche überarbeitet.
In der deutschsprachigen Version von wikiHow gab es im September 2017 rund 16.000 Artikel.

## Inhalte

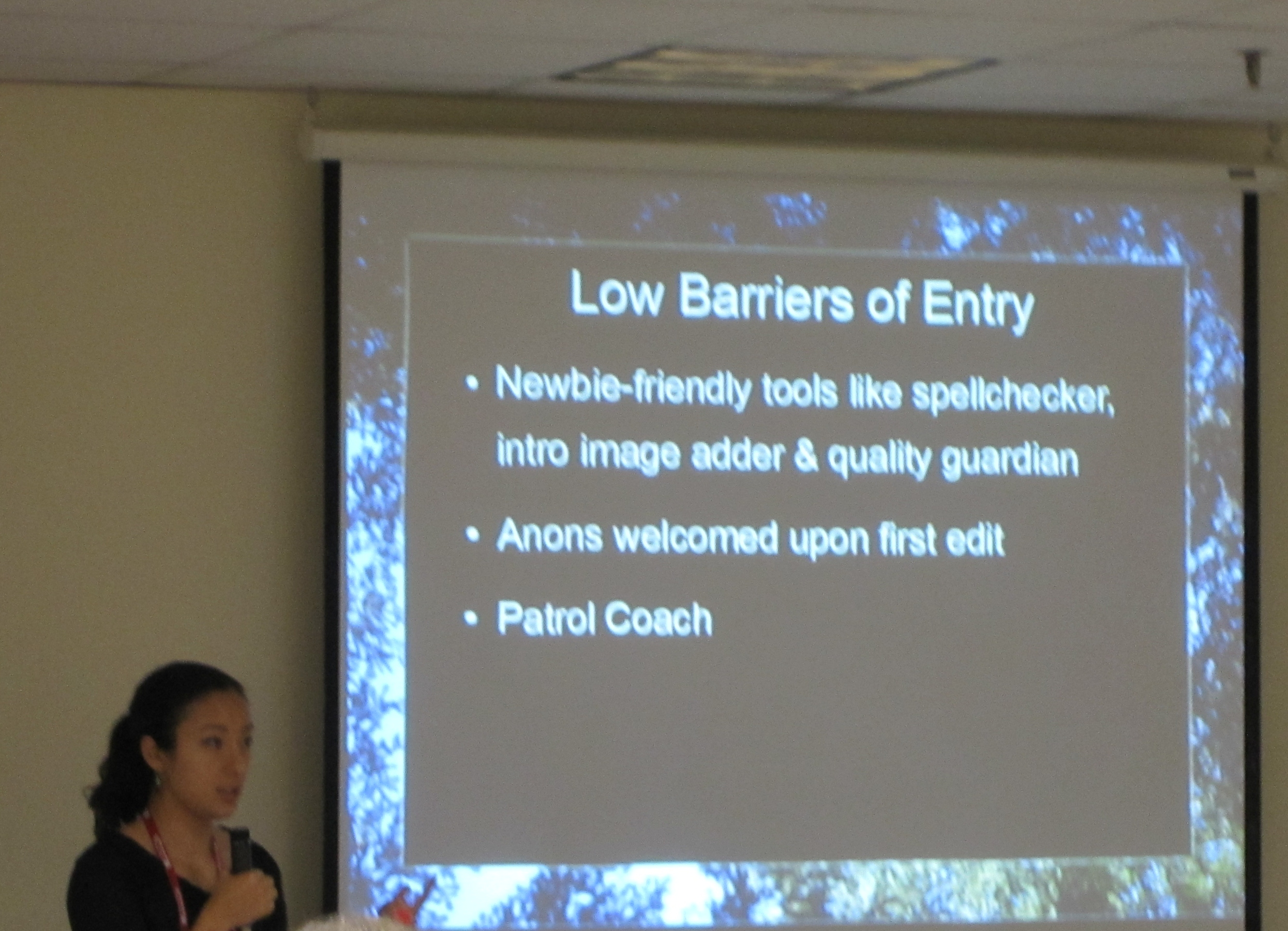
Workshop Women on wikiHow bei der Wikimania 2012

Die Inhalte auf wikiHow werden, wie bei anderen Wiki-Projekten auch, durch Freiwillige beigetragen und bearbeitet.
Die Textinhalte in allen Sprachversionen von wikiHow stehen unter der Creative-Commons-Lizenz „CC BY-NC-SA 3.0“ („Attribution-NonCommercial-ShareAlike 3.0 Unported“, siehe auch Creative Commons#Die aktuellen Lizenzen). Die Bilder in den Anleitungen können auch unter anderen Creative-Commons-Lizenzen veröffentlicht werden, doch die meisten werden in der Regel ebenfalls unter CC BY-NC-SA 3.0 veröffentlicht.

## Unternehmen
Das Unternehmen hinter wikiHow, die wikiHow, Inc., arbeitet als sogenannte „hybrid organization“. Als Teil der Mission, dass jeder Mensch lernen kann, alles zu tun, verbreitet wikiHow kostenlos freies Wissen. Diese Vorgehensweise ähnelt der einer Non-Profit-Organisation wie zum Beispiel der Wikimedia Foundation. Auf der anderen Seite hat das Unternehmen eine Gewinnerzielungsabsicht („for-profit business“), sodass durch die Werbeeinnahmen auf der Website die Angestellten bezahlt werden sowie Innovation, Expansion und die dauerhafte Erreichbarkeit der Website sichergestellt werden.

## Rezeption
wikiHow hat bereits mehrere Auszeichnungen gewonnen, darunter im Jahr 2009 den Webby Award in der Kategorie „Community“ sowie im Jahr 2010 den von der britischen Tageszeitung The Guardian und der Wohltätigkeitsorganisation Nesta organisierten „Co-Creation award“ in der Wettbewerbskategorie „Open Innovation“.
Laut Statistik von Alexa Internet ist die Website unter wikihow.com mit Stand von September 2017 auf Platz 184 der weltweit am meisten aufgerufenen Websites („Global Rank“).
Über wikiHow wurde mehrmals in sowohl deutschsprachigen als auch englischsprachigen Medien berichtet, unter anderem als „Surftipp der Woche“ bei Focus Online: „Die Texte sind übersichtlich aufgebaut mit Vorgehensweise, Tipps und Warnungen. Ergänzt werden sie mit Bildern oder Grafiken.“ Die New York Times beschrieb die Inhalte von wikiHow als „nützlich“.
Die Rezeption von wikiHow ist zum Teil allerdings auch kritisch oder satirisch. In einem Artikel der US-amerikanischen Tageszeitung The Boston Globe wird das Streben nach dem Schönheitsideal der Thigh Gap kritisiert, wozu es unter anderem auch eine wikiHow-Seite mit „empörenden Ratschlägen“ gibt („There’s even a wikihow website with outrageous tips on getting a thigh gap, which includes stretches and recommendations to take birth control pills.“). Andere Publikationen über wikiHow, zum Beispiel in der Huffington Post, heben den teilweise „skurrilen“ und „verwirrenden“ Charakter einiger wikiHow-Anleitungen hervor, beispielsweise wie man sich als Baum verkleidet, wie man ein Huhn hypnotisiert oder wie man die Kreiszahl Pi berechnet, indem man gefrorene Würstchen wirft. Bei der Auswertung zur Berechnung von Pi hilft eine einfache Formel, die nach Eigenaussage immer nahe dem gewünschten Ergebnis liegen wird.